# Toi (Shizuoka)

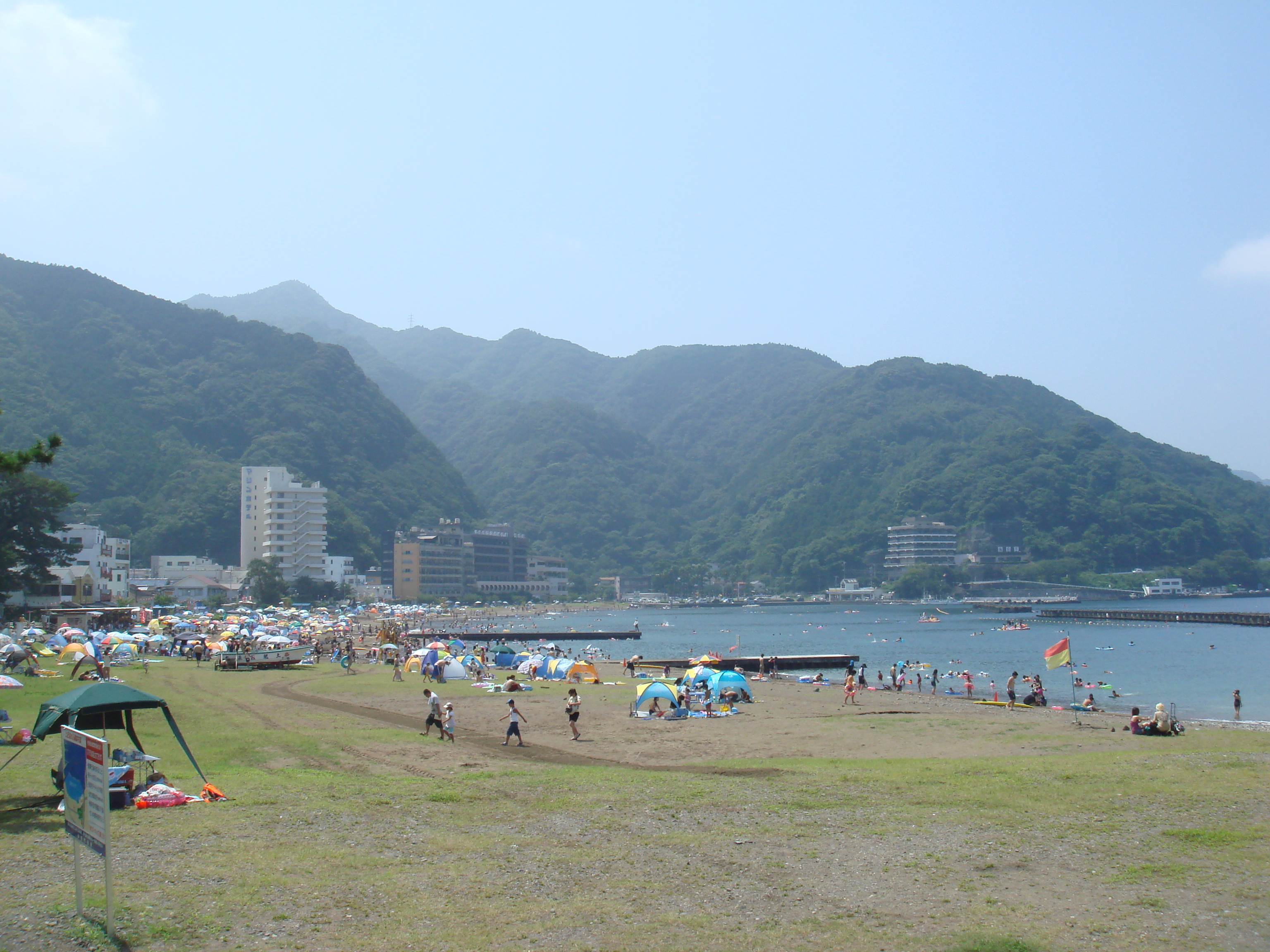
Vue de la baie et de la plage de Toi en 2007

Toi (土肥町, Toi-chō) est un ancien bourg japonais située dans le district de Tagata, dans la préfecture de Shizuoka, sur la côte ouest de la péninsule d'Izu en face de la baie de Suruga.

## Historique
Le 1er avril 2004 Toi a fusionné avec les bourgs d'Amagiyugashima, Nakaizu et Shuzenji, tous situés dans le district de Tagata, pour former la nouvelle ville d'Izu.
À la date de cette fusion, le bourg de Toi, comptait une population estimée à 5 203 habitants avec une densité de 105 personnes par km². Elle s'étendait sur une superficie de 49,41 km². Elle est réputée pour posséder la plus grande horloge fleurie du monde.
Sur son territoire se trouvait une mine d'or, la seconde la plus productive du Japon après celle de Sado, dans la préfecture de Niigata.

## Sources
- (en) Cet article est partiellement ou en totalité issu de l’article de Wikipédia en anglais intitulé « Toi, Shizuoka » (voir la liste des auteurs).